# 山案座πb
山案座π星b，也被称为HD 39091b,是一颗位于山案座、距离地球约59光年的系外行星，其母星为黄次巨星山案座π。科学家于2001年10月发现该行星。由于该行星较大的质量和较高的离心率，故其被归类为“离心超级木星”。

## 观测与发现
2001年10月15日，约翰斯、巴特勒、马西、彭尼、麦卡锡、卡特和鲍尔柏克斯组成的天文团队——英澳行星探测团队宣布他们使用英澳望远镜发现了一个质量极大的系外行星山案座π星b。

## 物理特性
山案座π星b的轨道离心率较高，轨道周期为5.89年，其半长轴和半短轴分别长3.38天文单位和2.59天文单位。当该行星运行至近拱点（1.21天文单位）时，它位于该行星系统的适居带内；而当其运行至远拱点时，它与中央恒星的距离则大于木星与太阳的距离（5.54天文单位）。如果在该行星系统中还存着类地行星的话，山案座π星b的引力作用将会对其轨道产生扰动。
山案座π星b的质量超过了木星质量的10倍。其表面重力可能也达到甚至超过了了木星表面重力的10倍。不过至今还不知道该行星的轨道倾角，因此无法得知其真实质量。也有人认为该天体是一颗褐矮星。